# William Valasidis
William Valasidis (griechisch Γουλιέλμος Βαλασίδης Gouliélmos Valasídis, * 1971 in Thessaloniki) ist ein griechischer Jurist. Er ist Richter am Gericht der Europäischen Union.

## Leben und Wirken
Valasidis studierte Rechtswissenschaften an der Aristoteles-Universität Thessaloniki, wo er 1993 seinen Abschluss machte. Nach der erfolgreichen Zulassung zur griechischen Anwaltschaft war er ab 1996 als Rechtsanwalt in Thessaloniki sowie international in Mexiko und den USA tätig. Im selben Jahr erwarb er an der Harvard Law School den Titel Master of Laws. 1998 trat er in den Dienst des Gerichtshofs der Europäischen Union und schloss sich als Rechtsreferent des Richters Krateros Ioannou an. 1999 wechselte er in das Kabinett von Vassilios Skouris, der 2003 Präsident des Gerichtshofs wurde. Von 2014 bis 2022 war Valasidis zunächst Leiter der Direktion Protokoll und Information des Gerichtshofs, dann Leiter der Direktion Kommunikation.
Am 15. September 2022 wurde Valasidis zum Richter am Gericht der Europäischen Union ernannt.